# 大水窟山
大水窟山（たいすいくつざん）は台湾の南投県信義郷と花蓮県卓渓郷の境界に位置する標高3,642mの山。

## 概要
中央山脈の山で、台湾百岳では13位だった。
山頂の南東側には大水窟池と呼ばれる小さな池と大水窟山屋という山小屋がある。